# Jiří Dort
Jiří Dort (* 15. března 1952 Plzeň) je český politik a lékař – neonatolog, v letech 2010 až 2018 zastupitel městského obvodu Plzeň 8-Černice, v letech 2016 až 2020 zastupitel Plzeňského kraje, bývalý člen ODS, nyní člen TOP 09.

## Život
Vystudoval Lékařskou fakultu Univerzity Karlovy v Plzni (promoval v roce 1976 a získal titul MUDr.). Od roku 1976 pracuje ve Fakultní nemocnici Plzeň, nejdříve jako lékař anesteziologicko-resuscitačního oddělení a později lékař dětské kliniky. Zasadil se o vybudování neonatologického oddělení, kde je od roku 1996 primářem. Z pediatrie atestoval v letech 1980 a 1986, z neonatologie v roce 1995. Titulu Ph.D. dosáhl v roce 2005, habilitoval se (získal titul doc.) o tři roky později.
Podílel se také na stanovení koncepce a rovoje Centra vývojové péče pro ambulantní dlouhodobé sledování a komplexní péči o děti s ohrožením vývoje nebo s postižením (jde o první pracoviště této úrovně v ČR). Je zakládajícím členem České neonatologické společnosti, vyučuje na lékařských fakultách (Lékařská fakulta v Plzni Univerzity Karlovy a Fakulta zdravotnických studií Západočeské univerzity v Plzni). Angažuje se také jako člen European Society for Social Pediatrics.
Jiří Dort je ženatý a má tři děti. Žije v Plzni, konkrétně v části Černice. Mezi jeho zájmy patří zahrádka, dálkový běh a chození po horách.

## Politické působení
Do politiky se pokoušel vstoupit, když kandidoval jako nestraník za ODS v komunálních volbách v roce 2002 do Zastupitelstva Městského obvodu Plzeň 8-Černice, ale nebyl zvolen. Uspěl až jako člen strany ve volbách v roce 2010. Později z ODS vystoupil a ve volbách v roce 2014 obhájil post zastupitele městského obvodu jako nestraník za TOP 09. Ve stejném roce kandidoval také do velkého plzeňského zastupitelstva, ale neuspěl. Ve volbách v roce 2018 již nekandidoval.
V krajských volbách v roce 2016 byl zvolen z pozice nestraníka za TOP 09 zastupitelem Plzeňského kraje. Na kandidátce byl původně na 32. místě, ale vlivem preferenčních hlasů skončil třetí. Ve volbách v roce 2020 post krajského zastupitele obhajoval, ale neuspěl.
Ve volbách do Senátu PČR v roce 2016 kandidoval jako nestraník za TOP 09 v obvodu č. 7 – Plzeň-město. Jeho kandidaturu podporovalo také hnutí STAN. Se ziskem 13,32 % hlasů skončil na 5. místě a do druhého kola nepostoupil.
V roce 2017 se stal členem TOP 09.